# Kristen Schaal
Kristen Joy Schaal (Longmont, 24 gennaio 1978) è un'attrice, doppiatrice e comica statunitense.

## Vita privata
Dal 2012 è sposata con lo scrittore Rich Blomquist da cui ha avuto una figlia, Ruby, nata nel febbraio 2018.

## Filmografia parziale

### Attrice

#### Cinema
- Kate & Leopold, regia di James Mangold (2001)
- Poster Boy (2004)
- Adam & Steve, regia di Craig Chester (2005)
- Delirious - Tutto è possibile (2006)
- Norbit, regia di Brian Robbins (2007)
- La concessionaria più pazza d'America (The Goods: Live Hard, Sell Hard) (2009)
- Aiuto vampiro (Cirque du Freak: The Vampire's Assistant) (2009)
- La fontana dell'amore (When in Rome) (2010)
- Appuntamento con l'amore (Valentine's Day) (2010)
- In viaggio con una rock star (Get Him to the Greek) (2010)
- A cena con un cretino (Dinner for Schmucks) (2010)
- Amore a mille... miglia (Going the Distance) (2010)
- I Muppet (The Muppet), regia di James Bobin (2011)
- Butter, regia di Jim Field Smith (2011)
- Benvenuti nella giungla (Welcome to the Jungle) (2013)
- A spasso nel bosco (A Walk in the Woods), regia di Ken Kwapis (2015)
- The Boss, regia di Ben Falcone (2016)
- Un viaggio stupefacente (Boundaries), regia di Shana Feste (2018)
- My Spy, regia di Peter Segal (2020)
- My Spy - La città eterna (My Spy: The Eternal City), regia di Peter Segal (2024)

#### Televisione
- How I Met Your Mother – serie TV, episodio 3x11 (2007)
- Flight of the Conchords – serie TV, 21 episodi (2007-2009)
- Modern Family – serie TV,  episodio 1x13 (2010)
- The Heart, She Holler – serie TV, 6 episodi (2011)
- 30 Rock – serie TV, 11 episodi (2012-2013)
- NTSF:SD:SUV:: – serie TV, 1 episodio (2013)
- Wilfred – serie TV, 3 episodi (2013)
- Glee – serie TV, episodio 5x20 (2014)
- The Last Man on Earth – serie TV, 66 episodi (2015-2018)
- What We Do in the Shadows – serie TV, 35 episodi (2019-2024)
- Future Man – serie TV, episodio 2x04 (2019)
- La misteriosa accademia dei giovani geni (The Mysterious Benedict Society) – serie TV, 16 episodi (2021-2022)
- And Just Like That... – serie TV, episodio 3x02 (2025)

### Doppiaggio
- Aqua Teen Hunger Force - serie TV, 1 episodio (2008)
- Xavier: Renegade Angel - serie TV, 1 episodio (2008)
- Shrek e vissero felici e contenti (Shrek Forever After) (2010)
- Toy Story 3 - La grande fuga (Toy Story 3) (2010)
- Vacanze hawaiiane (Hawaiian Vacation) – cortometraggio (2011)
- Soul Quest Overdrive - serie TV, 4 episodi (2011)
- I Simpson (The Simpsons) - serie TV, 2 episodi (2011-2018)
- I pinguini di Madagascar (The Penguins of Madagascar) - serie TV, 1 episodio (2011)
- Bob's Burgers  - serie TV (2011-in corso)
- Archer - serie TV, 2 episodi (2013)
- Cattivissimo me 2 (Despicable Me 2), regia di Pierre Coffin e Chris Renaud (2013)
- Piovono polpette 2 (Cloudy with a Chance of Meatballs 2), regia di Cody Cameron e Kris Pearn (2013)
- Toy Story of Terror!, regia di Angus MacLane - cortometraggio TV (2013)
- Toy Story: Tutto un altro mondo (Toy Story That Time Forgot), regia di Steve Purcell - cortometraggio TV (2014)
- BoJack Horseman (7 episodi, 2014-2015)
- Gravity Falls serie TV, (2012-2016)
- Brad Neely's Harg Nallin' Sclopio Peepio - serie TV, 1 episodio (2016)
- Capitan Mutanda - Il film (Captain Underpants: The First Epic Movie), regia di David Soren (2017)
- Toy Story 4, regia di Josh Cooley (2019)
- Teenage Euthanasia  - serie TV, 1 episodio (2021)

## Doppiatrici italiane
Nelle versioni in italiano delle opere in cui ha recitato, Kristen Schaal è stata doppiata da:
- Letizia Scifoni in 30 Rock, The Last Man on Earth, La misteriosa accademia dei giovani geni
- Ilaria Giorgino in A cena con un cretino, Modern Family
- Giuppy Izzo in My Spy, My Spy - La città eterna
- Patrizia Pezza ne La concessionaria più pazza d'America
- Rachele Paolelli ne La fontana dell'amore
- Laura Latini in Amore a mille... miglia
- Roberta De Roberto in Suocero scatenato
- Rossella Acerbo in A spasso nel bosco
- Micaela Incitti in The Boss
- Francesca Manicone in Flight of the Conchords
- Perla Liberatori in Bill & Ted Face the Music

Da doppiatrice è sostituita da:
- Micaela Incitti in Toy Story 3 - La grande fuga, Vacanze hawaiiane, Toy Story of Terror!, Toy Story: Tutto un altro mondo
- Giuppy Izzo in Cattivissimo me 2
- Monica Volpe in I Simpson
- Ilaria Latini in Shrekkato da morire
- Ilaria Giorgino in Piovono polpette 2 - La rivincita degli avanzi
- Gilberta Crispino in Capitan Mutanda - Il film
- Perla Liberatori in Bob's Burgers
- Tiziana Martello in Gravity Falls
- Domitilla D'Amico in BoJack Horseman